# Distritos do Japão

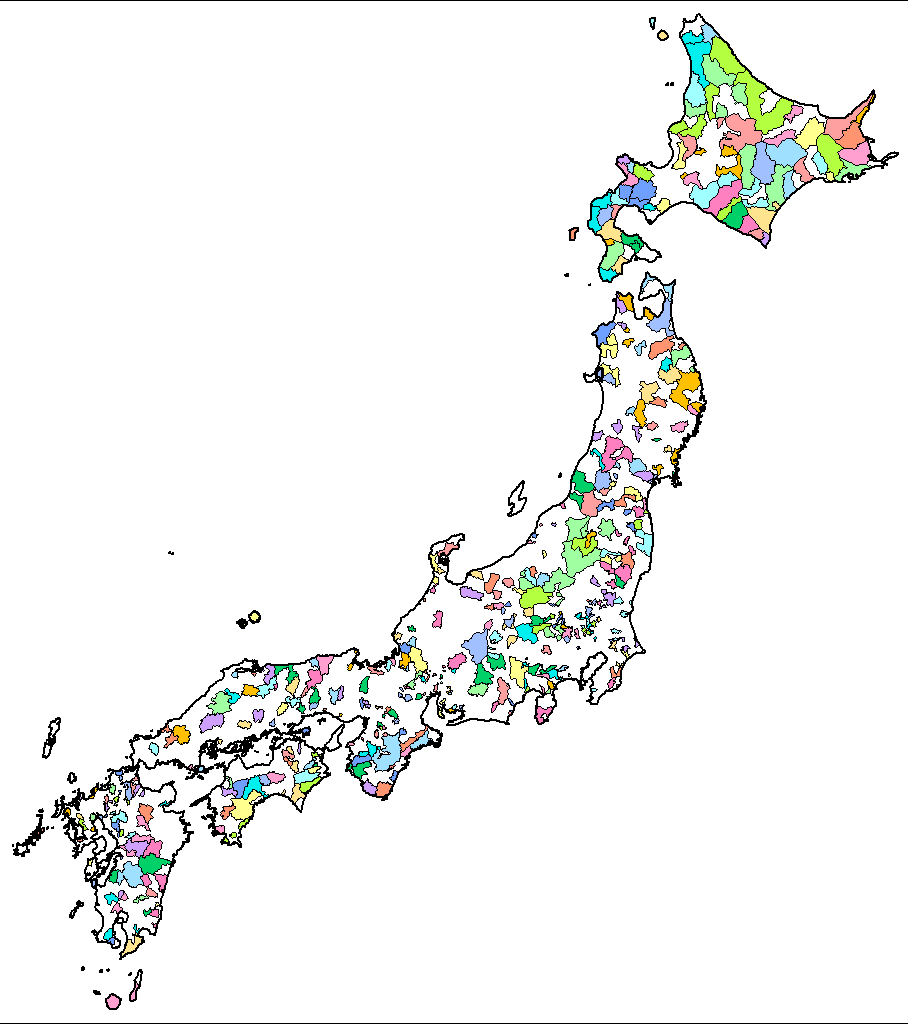
Mapa geral dos distritos ('gun') do Japão, em diversas cores

O termo distrito (郡, gun) é hoje uma unidade geográfica e estatística que compreende uma ou várias municipalidades rurais no Japão. Foi usado como Unidade administrativa no Japão na antiguidade e, entre 1878 e 1921 e era aproximadamente equivalente ao condado dos Estados Unidos, ranking no nível abaixo de prefeitura e acima de vila ou aldeia, igual a  cidade.
O termo distrito foi inicialmente chamado de kōri e tem raízes antigas no Japão.
Embora o Nihon Shoki as reivindicasse elas foram estabelecidas durante as reformas Taika, kōri era originalmente escrito 評. Não era assim até o Código Penal e Civil Taihō que fez kōri vir a ser escrito 郡. Sob o Código Penal e Civil Taihō, a unidade administrativa da província (国; kuni) estava acima do distrito, e a vila (里; sato ou 郷; sato) estava abaixo. O conceito de 郡 é remanescente em alguns registros da História do Japão e é ainda usado no sistema de endereços Japonês para identificar cidades e vilas.  As cidades pertencem diretamente as províncias e são independentes dos distritos.

## Casos confusos em Hokkaidō
Devido aos nomes dos distritos serem únicos na prefeitura e hoje em dia as fronteiras das prefeituras são aproximadamente alinhadas com as das prefeituras, automaticamente os nomes dos distritos são únicos nas prefeituras. Entretanto, a Prefeitura de Hokkaidō, consiste em onze antigas províncias, envolvendo casos desconsertantes.
Existem três Distritos de Kamikawa e dois  Distritos de Nakagawa na Prefeitura de Hokkaidō.
- Distrito de Kamikawa (Ishikari), controlado pela Sub-prefeitura de Kamikawa
- Distrito de Kamikawa (Teshio), controlado pela Sub-prefeitura  de Kamikawa
- Distrito de Kamikawa (Tokachi), controlado pela Sub-prefeitura  de Tokachi
- Distrito de Nakagawa (Teshio), controlado pela Sub-prefeitura  de Kamikawa
- Distrito de Nakagawa (Tokachi), controlado pela Sub-prefeitura  de Tokachi

Distrito de Abuta, Distrito de Rumoi, Distrito de Sorachi, e Distrito de Yufutsu não são similares em nome, mas são controlados por duas sub-prefeituras cada.
- Distrito de Abuta, controlado pela Sub-prefeitura de Iburi e Sub-prefeitura de Shiribeshi
- Distrito de Sorachi, controlado por Sub-prefeitura de Kamikawa e Sub-prefeitura de Sorachi
- Distrito de Teshio, controlado por Sub-prefeitura de Rumoi e Sub-prefeitura de Soya
- Distrito de Yufutsu, controlado por Sub-prefeitura de Iburi e Sub-prefeitura de Kamikawa